# جسم أصفر

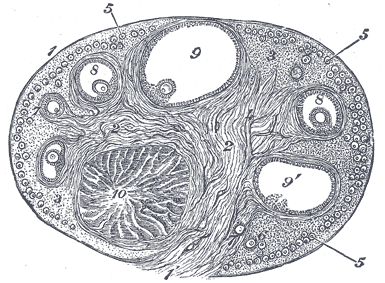
قطاع في المبيض، 1- الغطاء الخارجي، 1"- الحد الملاصق، 2- إستروما مركزية، 3- إستروما محيطية، 4- أوعية دموية، 5- جريبات حويصلية في مراحلها المبكرة، 6-7-8- مزيد من الجريبات المتقدمة، 9- جريب ناضج تقريباً 9"- جريب فرت منه البويضة حديثاً، 10- الجسم الأصفر

يقع الجسم الأصفر (الاسم العلمي: Corpus luteum) في مبيض الأنثى البالغة حيث أن كل خلية من أمهات البيض في المبيض عندما تنقسم كي تعطي بويضة تنقسم عدة انقسامات وفي النهاية تعطي بويضة وجسماً أصفراً وعدد اثنان أجسام قطبية (خلايا ضامرة). وظيفة الجسم الأصفر هو إفراز هرمونات في حالة حدوث الحمل لوقف التبويض، وإذا لم يحدث الحمل فإنه يضمر وتخرج البويضة و بطانة الرحم المعدة للحمل في ما يعرف بالدورة الشهرية.
يظل الجسم الأصفر يفرز الهرمونات في غير الحامل لمدة 9 أيام بعد ذلك يتوقف عن إفراز الهرمونات ويتسبب في سقوط بطانة الرحم فيم يعرف بالدورة الشهرية، أما إذا حدث الحمل فيظل يفرز الهرمونات لمدة أربعة أشهر وذلك حتي تتكون المشيمة التي تستكمل الوظيفة ويضمر الجسم الأصفر بعده، وهو يوجد تحديداً في المبيض.
وهو يتكون في الانثى بواسطة الهرمون المنبه للجسم الاصفر وهو من الهرمونات الخاصة بالجزء الغدي الذي يفرز من خلايا خاصة تعرف بالخلايا العصبية المفرزه وتوجد في منطقة تحت المهاد بالمخ وإفرازاتها تصل للفص الأمامي من الغدة النخامية.

## التركيب والنمو
يتشكل الجسم الأصفر من حويصلة مبيضية أثناء الطور الأصفري للدورة الشهرية أو دورة الشهوة ، بعد إطلاق بويضة ثانوية من الحويصلة أثناء الإباضة. تقوم الحويصلة أولاً بتكوين جسم نزفي قبل أن يصبح الجسم الأصفر ، لكن المصطلح يشير إلى المجموعة المرئية من الدم ، التي تُترك بعد تمزق الحويصلة ، التي تفرز البروجسترون. في حين أن البويضة (في وقت لاحق الزيجوت إذا حدث التخصيب) تخترق قناة فالوب إلى الرحم ، يبقى الجسم الأصفر في المبيض.
عادة ما يكون الجسم الأصفر كبيرا جدا بالنسبة لحجم المبيض. في البشر ، يتراوح قطره من أقل من 2 سم إلى 5 سم. 
تنمو خلاياه من الخلايا الجريبية المحيطة بالحويصلة.  يتم توليف البروجسترون من الكوليسترول بواسطة كل من الخلايا الأصفرية الكبيرة والصغيرة عند النضج المرحلة. مجمعات الكولسترول - LDL ترتبط بالمستقبلات على غشاء البلازما من خلايا الجسم ومحمية. يتم تحرير الكولسترول وتخزينه داخل الخلية على شكل استر كولسترول. يتم إعادة تدوير LDL لمزيد من نقل الكوليسترول. تنتج خلايا الأصفير الكبيرة المزيد من البروجسترون بسبب المستويات غير المستقرة / القاعدية لنشاط البروتين كيناز A (PKA) داخل الخلية. تحتوي خلايا الجسم الأصفري الصغيرة على مستقبلات الهرمون المصفر التي تنظم نشاط PKA داخل الخلية. PKA يقوم بفسفرة البروتين التنظيمي الحاد الستيرويد (ستار) وبروتين ناقل لنقل الكولسترول من الغشاء الميتوكوندريا الخارجي إلى غشاء الميتوكوندريا الداخلية. 
ويصاحب تطور الجسم الأصفر زيادة في مستوى إنزيم ستيرويدوجينيك سيتوكروم ب450(P450scc) الذي يحول الكولسترول إلى بروتينولون في الميتوكوندريا.  ثم يتم تحويل برجنينلون إلى البروجسترون الذي يتم إفرازه من الخلية وإلى مجرى الدم. خلال دورة الإستروجين البقري ، تزداد مستويات البلازما من البروجسترون بشكل موازٍ لمستوي سيتوكروم ب450 و adrenodoxin المانحة للإلكترون ، مما يشير إلى أن إفراز البروجسترون هو نتيجة للتعبير المعزز لـ سيتوكروم ب450 في الجسم الأصفر. 
وقد تبين أن سلسلة نقل الإلكترون بنظام سيتوكروم ب450 للميتوكوندريا ، بما في ذلك اختزال الأدرينوكسين وأدريودوكسين، تسرّب إلكترونات تؤدي إلى تكوين راديكالي فائق الأكسيد.  ويبدو أن مستويات الإنزيمات المضادة للأكسدة والأكسيد الفائق ديسموتاز تزيد أيضاً بالتوازي مع الستيرويدات المعززة في الجسم الأصفر. 
| التركيب الحويصلي  | تركيب الجسم الأصفر        | الافراز                                      |
| خلايا القراب      | خلايا القراب الصفراء      | أندروجينs, بروجستيرون                        |
| الخلايا الحويصلية | الخلايا الحويصلية الصفراء | بروجستيرون, استروجين(الغالبية), and انهبين ا |

الستيرويدات ، مع البروجسترون في الحقل الأصفر في المركز العلوي. يظهر الأندروجين في الحقل الأزرق، والأروماتيز في المركز السفلي - الإنزيم الموجود في خلايا اللوتينين المحببة التي تحول الأندروجينات إلى هرمون الاستروجين (كما هو موضح في المثلث الوردي).

تفتقر الخلايا اللوتينية إلى إنزيم الأروماتاز الضروري لإنتاج هرمون الاستروجين ، لذلك لا يمكن إلا أن تؤدي إلى تكون الستيروئيدات حتى تشكل الأندروجينات. تمتلك الخلايا الحبيبية اللوتينية أروماتاز، وتستخدمه لإنتاج هرمون الاستروجين، باستخدام الأندروجينات التي تم توليفها سابقا من قبل خلايا اللوتينا، لأن خلايا اللوتين المحببة في حد ذاتها لا تحتوي على 17α-hydroxylase لإنتاج الأندروجينات.  وبمجرد أن يتراجع الجسم الأصفر ، فإن البقية تُعرف باسم الجسم الأبيض. 

## الحيوانات الأخري
توجد تراكيب ووظائف مماثلة للجسم الأصفر في بعض الزواحف.  كما تتبع الأبقار الحلوب دورة مماثلة. 

## صور إضافية

ترتيب التغيرات في المبيض
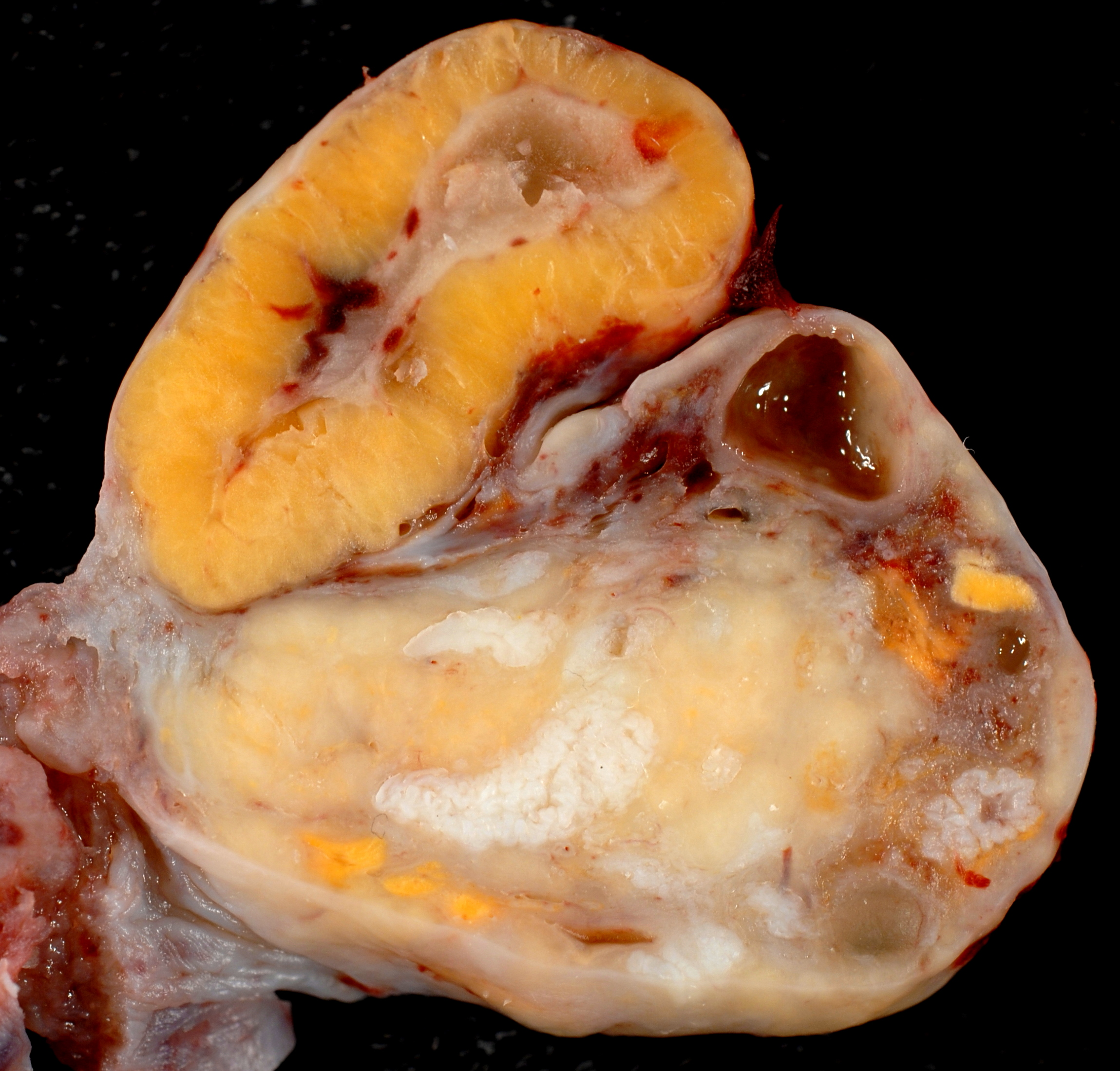
مبيض إنساني مع جسم أصفر كامل النمو
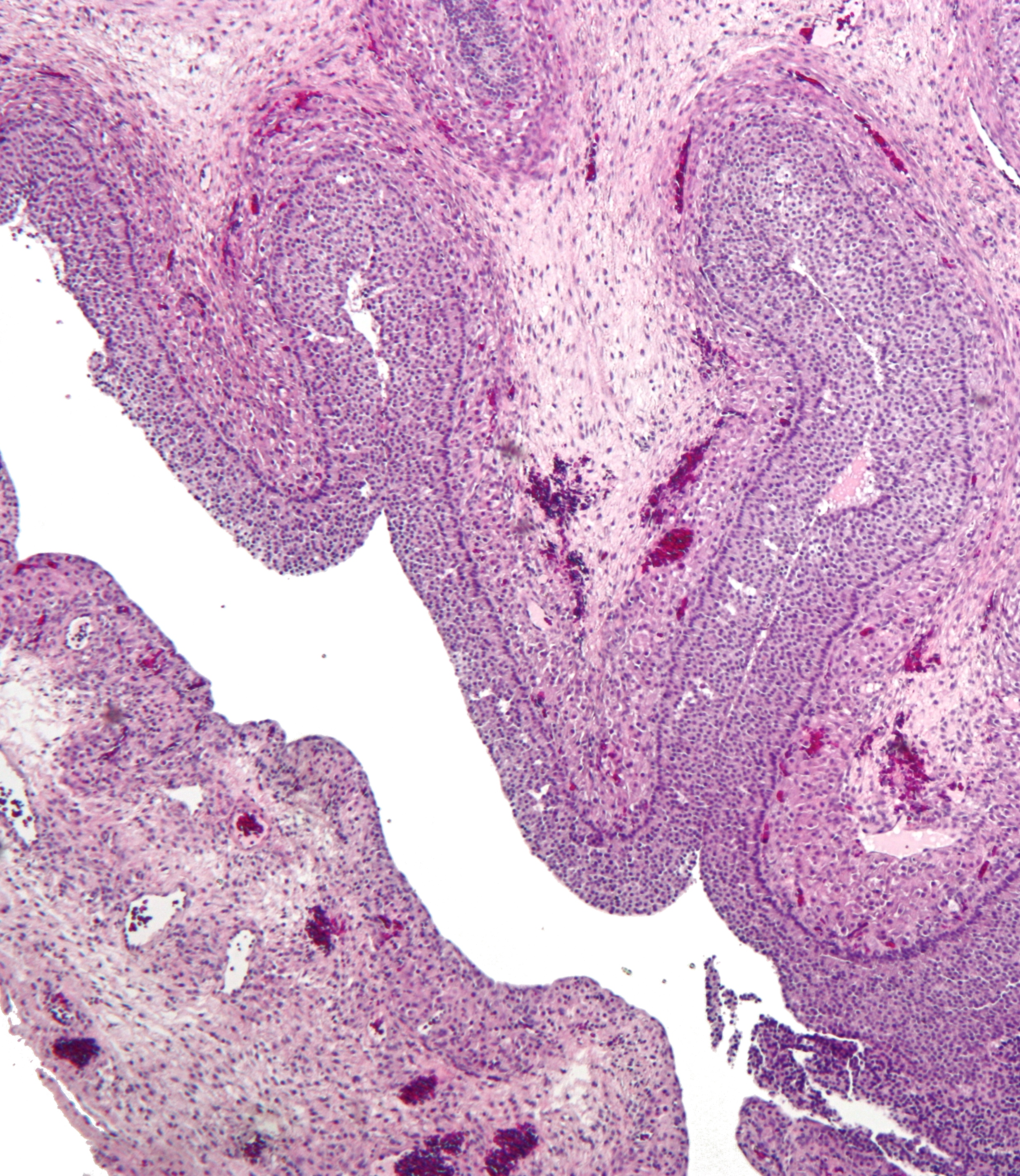
كيس جريبي